# Dienstgrade der sowjetischen Streitkräfte 1940–1943

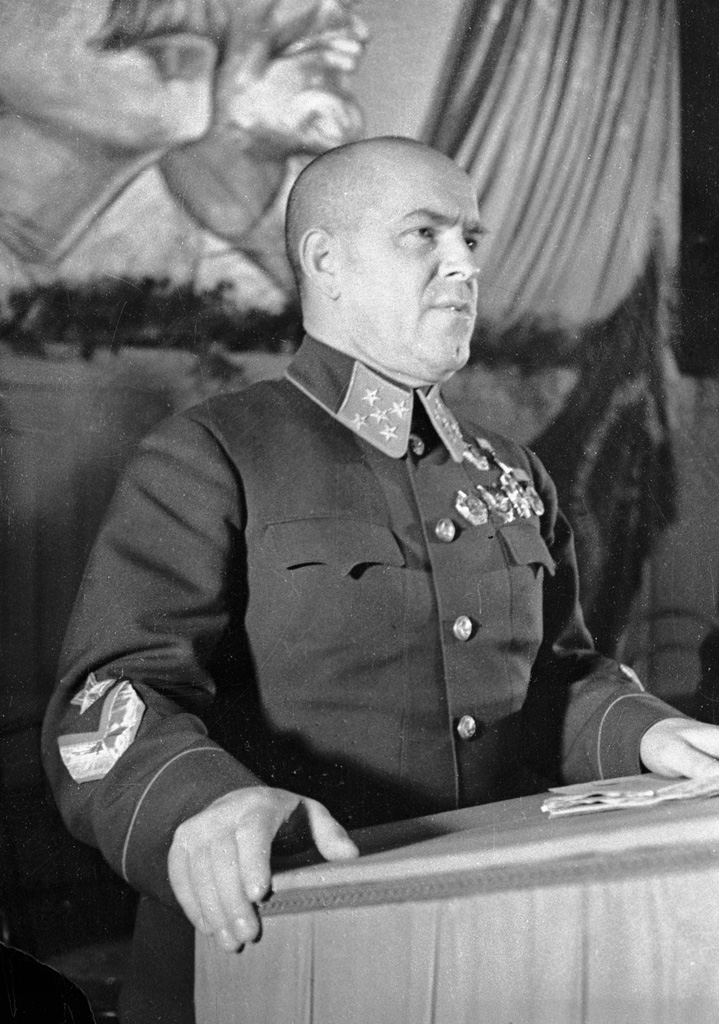
Dienstgradabzeichen Armeegeneral 1940–1943.

Im Zeitraum 1940 bis 1943 kam es zu weiteren Reformen in den Streitkräften der UdSSR, die mit dem anhaltenden Aufwuchs der Roten Armee und der Seekriegsflotte zwingend erforderlich wurden. Die tendenzielle Grundeinstellung der politischen Eliten der jungen Sowjetunion, jegliches Gedankengut bürgerlicher Militärwissenschaft unter konterrevolutionären Generalverdacht zu stellen, war noch immer systemimmanent.
Die Aufgabe der zum Teil eigenwilligen Rangbezeichnungen, wie beispielsweise KomandArm I, bei gleichzeitiger Einführung zusätzlicher Ränge sowie der Rückbesinnung auf traditionelle Bezeichnungen, wie dies in anglophonen oder deutschsprachigen Streitkräften längst üblich war, blieb alternativlos. An den als Kragenabzeichen (groß – für Uniformmantel, klein – für Feldbluse) ausgeführten Dienstgradabzeichen wurde jedoch noch bis 1943 festgehalten.

## Änderung militärischer Rangbezeichnungen

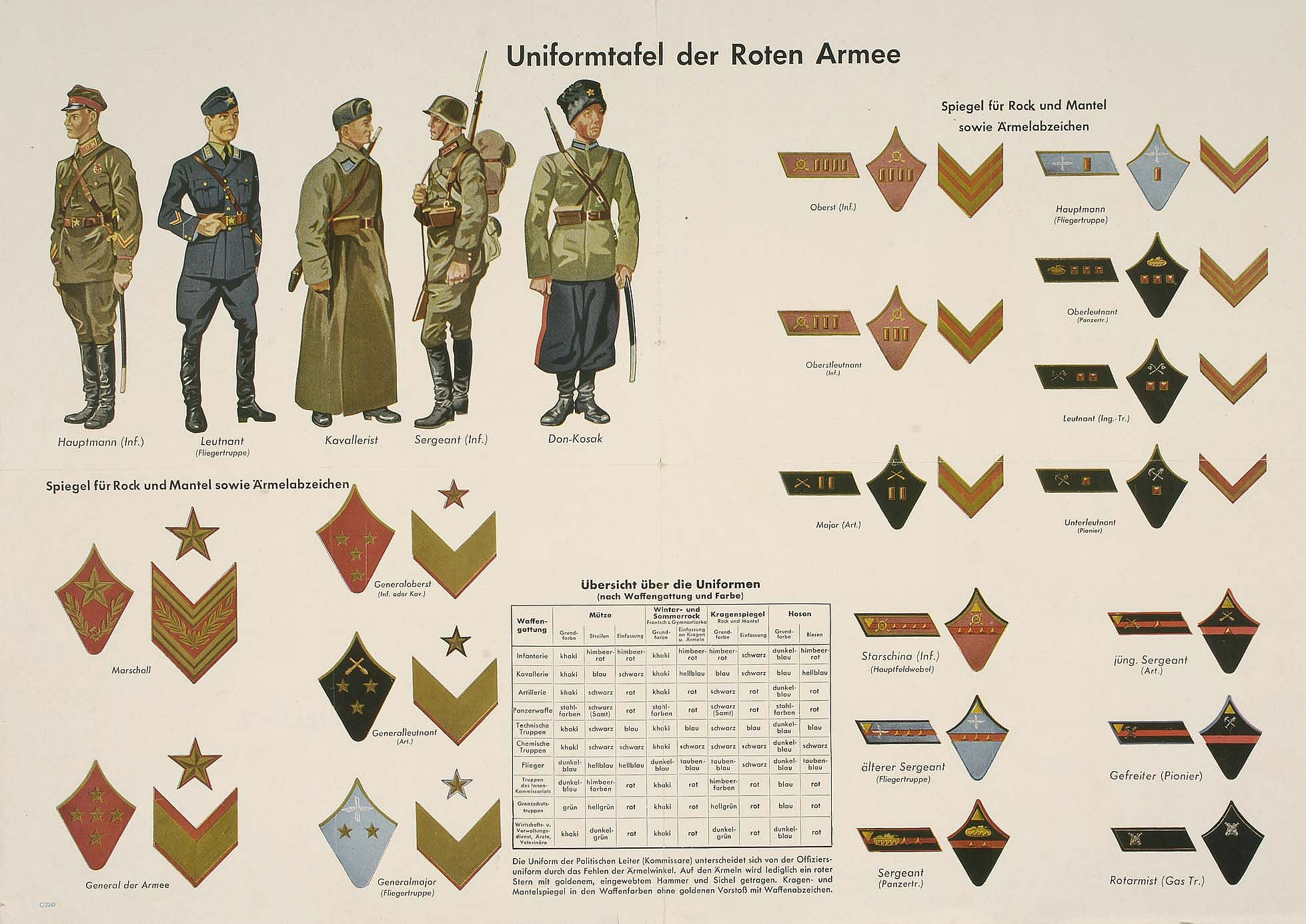
Uniform- und Abzeichentafel der Roten Armee um 1940

Ab Mai 1940 wurden gemäß Erlass des Präsidiums den Obersten Sowjets Generals- und Admiralsränge verfügt.
Demzufolge wurden nachstehende Ränge eingeführt
- Allgemeine Truppenkommandeure: Generalmajor, Generalleutnant, Generaloberst und Armeegeneral
- Artilleriekommandeure: Generalmajor der Artillerie, Generalleutnant der Artillerie, Generaloberst der Artillerie
- Kommandeure der Luftstreitkräfte (einschließlich der Seefliegerkräfte): Generalmajor der Flieger, Generalleutnant der Flieger, Generaloberst der Flieger
- Kommandeure der Panzertruppen: Generalmajor der Panzer, Generalleutnant der Panzer, Generaloberst der Panzer
- Kommandeure der Nachrichtentruppen: Generalmajor der Nachrichtentruppen, Generalleutnant der Nachrichtentruppen, Generaloberst der Nachrichtentruppen
- Kommandeure der Pioniertruppen: Generalmajor der Pioniertruppen, Generalleutnant der Pioniertruppen, Generaloberst der Pioniertruppen
- Kommandeure sonstiger technischer Truppen (u. a. chemischen Truppen, Eisenbahntruppe, Kfz-Transporttruppe, militärtopographischer Dienst): Generalmajor der technischen Truppen, Generalleutnant der technischen Truppen, Generaloberst der technischen Truppen
- Führungspersonal Intendanturwesen: Generalmajor des Intendanturwesens, Generalleutnant des Intendanturwesens, Generaloberst des Intendanturwesens
- Flaggoffiziere (Kommandeure & Befehlshaber an Bord) der Seekriegsflotte: Konteradmiral, Vizeadmiral, Admiral und Admiral der Flotte
- Generale der Seekriegsflotte im Küstendienst/Küsteneinsatz, in Küstenverwendung: Generalmajor im Küstendienst, Generalleutnant im Küstendienst und Generaloberst im Küstendienst
- Flaggoffiziere im Schiffsingenieurdienst (in herausgehobenen Verwendungen): Konteradmiral-Ingenieur, Vizeadmiral-Ingenieur und Admiral-Ingenieur

Bereits zum 4. Juni 1940 kam es zu den ersten Einweisungen in die neuen Dienstgrade. Die ersten zum Armeegeneral ernannten Offiziere waren Schukow, Merezkow und Tjulenew.
Der im September 1935 geschaffene Rang Marschall der Sowjetunion wurde beibehalten
- Kragenabzeichen (rhombusförmigen): in Goldfadenstickerei ein großer Stern, im unteren Teil zwei umrankende Lorbeerzweige sowie das Emblem Hammer & Sichel.
- Chevron: in Goldfadenstickerei gehaltener rot paspelierter großen Stern, darunter ein roter goldpaspelierter Stoffwinkel umrankt von zwei goldfarbenen rot paspelierten Lorbeerzweigen

## Dienstgrade und Dienstgradabzeichen
An der rigorosen Ablehnung von Dienstgradabzeichen in Form von Schulterstücken, wie dies russischen Traditionen entsprochen hätte, wurde unverändert festgehalten. Lediglich die Kragenrangabzeichen (groß) wurden abgewandelt. Hier wurden die rhombusförmigen Anstecker durch fünfstrahlige goldfarbene Sterne ersetzt. Zusätzlich war das Emblem der betreffenden Waffengattung aufgebracht. Sterne waren etwas kleiner als der Kragenstern für den Rang Marschall der Sowjetunion.
Die Kragenabzeichen (klein), die an der Feldbluse aufgenäht wurden, blieben unverändert. Jedoch zeigten auch diese die Waffenfarbe und trugen das Emblem der Waffengattung.
Die bis dato verwendeten goldfarbenen Rangwinkel wurden beibehalten, jedoch marginal modifiziert.

### Waffenfarben, Embleme

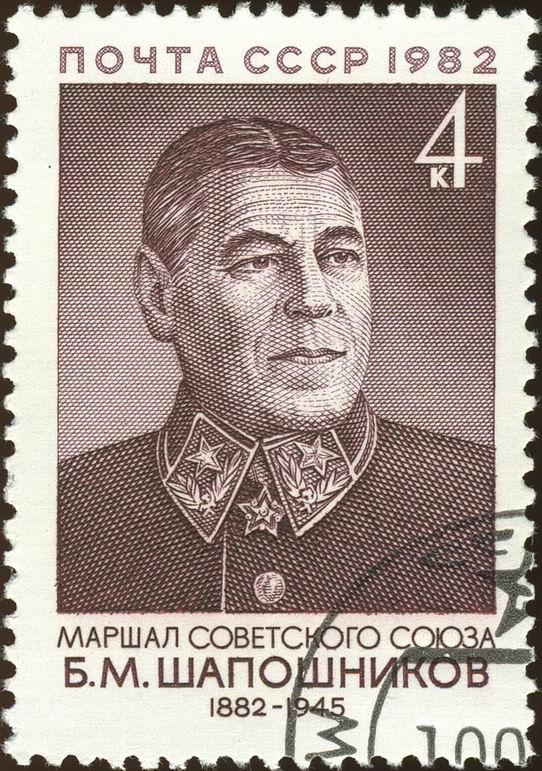
Kragenabzeichen 1943

Die im Jahre 1935 mit den militärischen Dienstgraden und Dienstgradabzeichen festgelegten spezifischer Waffenfarben wurden weitgehend beibehalten, jedoch kam es auch hier zu Veränderungen.
1. Farbe Lampassen, Unterlage Kragen-Rangabzeichen und Paspelierung Generale und Marschall der Sowjetunion:
- Lampassen Marschall der Sowjetunion und allgemeine Truppenkommandeure/Befehlshaber: – Tiefrot
- Artillerie- und Panzer-Generale: Kragen-Rangabzeichen – Schwarz (samtartig), Lampassen und Paspelierung Schirmmütze – Tiefrot
- Unterlage Kragen-Rangabzeichen – Himbeerfarben
- Luftstreitkräfte: – Himmelblau
- Generale Nachrichtentruppe, Pioniertruppe, technische Truppen, Intendanturwesen: – Himbeerfarben

2. Generale der Artillerie, Panzertruppen, Flieger, Nachrichtentruppe, Pioniertruppe, technische Truppen, und des Intendanturwesen trugen am Kragen-Rangabzeichen das betreffende Emblem der Waffengattung, Truppengattung, Spezialtruppe oder Verwendung.
3. Waffenfarbe der einzelnen Waffengattungen:
- Infanterie: – Himbeerfarben
- Artillerie und Kraftfahrtruppen: – Schwarz
- Luftstreitkräfte und Luftverteidigung: – Himmelblau
- Kavallerie: – sattes Blau,
- Rückwärtige Dienste: – Dunkelgrün
- Innenministerium & Staatssicherheit:
  - Grenztruppen – Hellgrün
  - Staatssicherheit – Hellblau
  - alle übrigen – Kastanienfarben

### Rangabzeichen Landstreitkräfte 1940–1943

#### Generale
| Rangabzeichen         | Kragenabzeichen       |                                |                                                      |                                                      |                                                      | | | |                        |
| Rangabzeichen         | Ärmelwinkel           |                                |                                                      |                                                      |                                                      | fünfzackiger kleiner Stern (Goldfadenstickerei) mit waffenfarbiger Paspelierung, darunter 32 mm breiter Stoffwinkel (Goldfarben) mit 3 mm breiter waffenfarbiger Kante am unteren Rand | fünfzackiger kleiner Stern (Goldfadenstickerei) mit waffenfarbiger Paspelierung, darunter 32 mm breiter Stoffwinkel (Goldfarben) mit 3 mm breiter waffenfarbiger Kante am unteren Rand | fünfzackiger kleiner Stern (Goldfadenstickerei) mit waffenfarbiger Paspelierung, darunter 32 mm breiter Stoffwinkel (Goldfarben) mit 3 mm breiter waffenfarbiger Kante am unteren Rand |                        |
| Waffenfarbe           |                       |                                | Landstreitkräfte allgemein, Infanterie mot. Schützen | Landstreitkräfte allgemein, Infanterie mot. Schützen | Landstreitkräfte allgemein, Infanterie mot. Schützen | Luftstreitkräfte | Luftstreitkräfte | Panzertruppen |                        |
| Rangbezeichnung       | Rangbezeichnung       | Marschall der Sowjetunion      | Armeegeneral                                         | Generaloberst                                        | Generalleutnant allgemein                            | Generalleutnant der Flieger | Generalmajor der Flieger | Generalmajor der Panzer | Generalmajor allgemein |
| (Originalbezeichnung) | (Originalbezeichnung) | (Marschall Sowjetskowo Sojusa) | (General armii)                                      | (General-polkownik)                                  | (General-leitenant)                                  | (General-leitenant awiazii) | (General-maior awiazii) | (General-maior tankowych woisk) | (General-maior)        |

#### Offiziere
| Rangabzeichen         | Kragenabzeichen       |             |                |         |           |                      |                  |                      | Landstreitkräfte (allgemein) |
| Rangabzeichen         | Kragenabzeichen       |             |                |         |           |                      | Luftstreitkräfte |                      |                              |
| Rangabzeichen         | Kragenabzeichen       |             |                |         |           |                      | Panzertruppen    |                      |                              |
| Rangabzeichen         | Ärmel-Chevron         |             |                |         |           |                      |                  |                      |                              |
| Rangbezeichnung       | Rangbezeichnung       | Oberst      | Oberstleutnant | Major   | Hauptmann | Oberleutnant         | Leutnant         | Unterleutnant        |                              |
| (Originalbezeichnung) | (Originalbezeichnung) | (Polkownik) | (Podpolkownik) | (Maior) | (Kapitan) | (Starschi leitenant) | (Leitenant)      | (Mladschi leitenant) |                              |

#### Unteroffiziere und Mannschaften
| Bezeichnung           | Bezeichnung           | Teileinheitsführer und Mannschaften | Teileinheitsführer und Mannschaften | Teileinheitsführer und Mannschaften | Teileinheitsführer und Mannschaften | Teileinheitsführer und Mannschaften | Teileinheitsführer und Mannschaften | Teileinheitsführer und Mannschaften | Teileinheitsführer und Mannschaften |
| --------------------- | --------------------- | ----------------------------------- | ----------------------------------- | ----------------------------------- | ----------------------------------- | ----------------------------------- | ----------------------------------- | ----------------------------------- | ----------------------------------- |
| Rangabzeichen         | Kragen                |                                     |                                     |                                     |                                     |                                     |                                     | Landstreitkräfte (allgemein)        |                                     |
| Rangabzeichen         | Kragen                |                                     |                                     |                                     |                                     | Kavallerie                          |                                     |                                     |                                     |
| Rangabzeichen         | Chevron               | kein Chevron                        | kein Chevron                        | kein Chevron                        | kein Chevron                        | kein Chevron                        |                                     |                                     |                                     |
| Rangbezeichnung       | Rangbezeichnung       | Hauptfeldwebel                      | Älterer Sergeant                    | Sergeant                            | Jüngerer Sergeant                   | Gefreiter                           | Rotarmist                           |                                     |                                     |
| (Originalbezeichnung) | (Originalbezeichnung) | (Starschina)                        | (Starschi serschant)                | (Serschant)                         | (Mladschi serschant)                | (Jefreitor)                         | (Krasnoarmeez)                      |                                     |                                     |

### Rangabzeichen Seestreitkräfte 1940–1943

#### Flaggoffiziere
| Bezeichnung           | Befehlshaber, höhere Kommandeure und Spitzenverwendungen | Befehlshaber, höhere Kommandeure und Spitzenverwendungen | Befehlshaber, höhere Kommandeure und Spitzenverwendungen | Befehlshaber, höhere Kommandeure und Spitzenverwendungen |
| --------------------- | -------------------------------------------------------- | -------------------------------------------------------- | -------------------------------------------------------- | -------------------------------------------------------- |
| Ärmelabzeichen        |                                                          |                                                          |                                                          |                                                          |
| Rangbezeichnung       | Flottenadmiral                                           | Admiral                                                  | Vizeadmiral                                              | Konteradmiral                                            |
| (Originalbezeichnung) | (Адмирал флота)                                          | (Адмирал)                                                | (Вице-адмирал)                                           | (Контр-адмирал)                                          |

#### Offiziere
| Bezeichnung           | Herausgehobene Kommandeure und Einheitsführer | Herausgehobene Kommandeure und Einheitsführer | Herausgehobene Kommandeure und Einheitsführer | Herausgehobene Kommandeure und Einheitsführer | Herausgehobene Kommandeure und Einheitsführer | Herausgehobene Kommandeure und Einheitsführer | Herausgehobene Kommandeure und Einheitsführer |
| --------------------- | --------------------------------------------- | --------------------------------------------- | --------------------------------------------- | --------------------------------------------- | --------------------------------------------- | --------------------------------------------- | --------------------------------------------- |
| Ärmelabzeichen        |                                               |                                               |                                               |                                               |                                               |                                               |                                               |
| Rangbezeichnung       | Kapitän zur See                               | Fregattenkapitän                              | Korvettenkapitän                              | Kapitänleutnant                               | Oberleutnant                                  | Leutnant                                      | Unterleutnant                                 |
| (Originalbezeichnung) | (Капитан 1 ранга)                             | (Капитан 2 ранга)                             | (Капитан 3 ранга)                             | (Капитан-лейтенант)                           | (Старший лейтенант)                           | (Лейтенант)                                   | (Младший лейтенант)                           |

#### Unteroffiziere und Mannschaften
| Bezeichnung           | Unterführer und Spezialisten | Unterführer und Spezialisten | Unterführer und Spezialisten | Unterführer und Spezialisten | Mannschaften                      | Mannschaften                  |
| --------------------- | ---------------------------- | ---------------------------- | ---------------------------- | ---------------------------- | --------------------------------- | ----------------------------- |
| Ärmelabzeichen        |                              |                              |                              |                              |                                   |                               |
| Rangbezeichnung       | Mitschman                    | Hauptfeldwebel               | Feldwebel I. Klasse          | Feldwebel II. Klasse         | Roter Obermatrose (1940 bis 1945) | Roter Matrose (1918 bis 1945) |
| (Originalbezeichnung) | (Мичман)                     | (Главный старшина)           | (Старшина 1-й статьи)        | (Старшина 2-й статьи)        | (Старший краснофлотец)            | (Краснофлотец)                |